# Elecciones parlamentarias de Noruega de 2001
Estos son los resultados de las elecciones del Storting, el Parlamento de Noruega, celebradas el 10 de septiembre de 2001.

## Resultados
| Partido       | Partido                                 | Votos     | Votos  | Votos  | Escaños   | Escaños |
| Partido       | Partido                                 | Obtenidos | %      | +/−    | Obtenidos | +/−     |
| ------------- | --------------------------------------- | --------- | ------ | ------ | --------- | ------- |
|               | Partido Laborista (Ap)                  | 612.632   | 24,29  | -10,71 | 43        | -22     |
|               | Partido Conservador (H)                 | 534.852   | 21,21  | +6,87  | 38        | +15     |
|               | Partido del Progreso (FrP)¹             | 369.236   | 14,64  | -0,66  | 26        | +1      |
|               | Partido de la Izquierda Socialista (SV) | 316.397   | 12,55  | +6,54  | 23        | +14     |
|               | Partido Demócrata Cristiano (KrF)       | 312.839   | 12,41  | -1,25  | 22        | -3      |
|               | Partido de Centro (Sp)                  | 140.287   | 5,56   | -2,37  | 10        | -1      |
|               | Partido Liberal (V)                     | 98.486    | 3,91   | -0,54  | 2         | -4      |
|               | Partido de la Costa (KP)                | 44.010    | 1,75   |        | 1         |         |
|               | Otros partidos e Independientes         | 93.081    | 3,68   |        |           |         |
| Total         | Total                                   | 2.521.820 | 100,0  |        | 165       |         |
| Votos Válidos | Votos Válidos                           | 2.521.820 | 99,45  |        |           |         |
| Votos Nulos   | Votos Nulos                             | 13.956    | 0,55   |        |           |         |
| Participación | Participación                           | 2.535.776 | 75,48  |        |           |         |
| Registrados   | Registrados                             | 3.359.433 | 100.00 |        |           |         |
| Fuente:       |                                         |           |        |        |           |         |

¹ Jan Simonsen, un candidato del Partido Progreso ha sido excluido de su partido y pasó a ser un candidato independiente.
- Datos: Q1575198